# Stenacron gildersleevei
Stenacron gildersleevei är en dagsländeart som först beskrevs av Jay R. Traver 1935.  Stenacron gildersleevei ingår i släktet Stenacron och familjen forsdagsländor. Inga underarter finns listade i Catalogue of Life.